# Деревно (Логойський район)
Деревно — (біл. вёска Дзереўна), село (веска) в складі Логойського району розташоване в Мінській області Білорусі, підпорядковане Крайській сільській раді.
Село Деревно розташоване в центральних районах Білорусі, у північній частині Мінської області.

## Історія
Станом на 1885 рік у колишньому власницькому селі Крайської волості Вілейського повіту Віленської губернії мешкало 299 осіб, налічувалось 23 дворових господарства, існувала православна церква.